# Richard Haša
Richard Haša (* 27. března 1970, Bratislava) je bývalý slovenský fotbalista, obránce. Po skončení aktivní kariéry působil jako trenér v regionálním klubu v Darmstadtu a jako trenér mládeže v SV Darmstadt 98.

## Fotbalová kariéra
V československé lize hrál za Spartak Trnava. Nastoupil ve 44 ligových utkáních a dal 1 gólů. Ve druhé nejvyšší soutěži hrál i za Spoje Bratislava. Dále hrál na Slovensku za FC Nitra a v Německu za Siegen a SV Darmstadt 98.

## Ligová bilance
| Ročník                                      | Zápasy | Góly | Klub             |
| ------------------------------------------- | ------ | ---- | ---------------- |
| 1. slovenská národní fotbalová liga 1988/89 | 15     | 1    | Spoje Bratislava |
| 1. československá fotbalová liga 1991/92    | 15     | 0    | Spartak Trnava   |
| 1. československá fotbalová liga 1992/93    | 29     | 1    | Spartak Trnava   |
| CELKEM 1. liga                              | 44     | 1    |                  |